# Campeonato Baiano 1919
In 1919 werd het vijftiende Campeonato Baiano gespeeld voor voetbalclubs uit de Braziliaanse staat Bahia. De competitie werd gespeeld van 18 mei 1919 tot 27 januari 1920 en werd georganiseerd door de FBF. Botafogo werd kampioen. 

## Eindstand
| Plaats | Club                   | Wed. | W | G | V | Saldo | Ptn. |
| ------ | ---------------------- | ---- | - | - | - | ----- | ---- |
| 1.     | Botafogo               | 10   | 8 | 1 | 1 | 24:5  | 17   |
| 2.     | Fluminense de Salvador | 10   | 8 | 1 | 1 | 20:6  | 17   |
| 3.     | Ypiranga               | 10   | 5 | 1 | 4 | 17:8  | 11   |
| 4.     | AAB                    | 10   | 3 | 0 | 7 | 12:23 | 6    |
| 5.     | Sul Améirca            | 10   | 1 | 3 | 6 | 7:19  | 5    |
| 6.     | Internacional          | 10   | 1 | 2 | 7 | 7:26  | 4    |

|  | Play-off titel |

## Play-off
|                        | Uitslag |                        |
| ---------------------- | ------- | ---------------------- |
| Botafogo               | 1-1     | Fluminense de Salvador |
| Fluminense de Salvador | 0-1     | Botafogo               |

## Kampioen
| Campeonato Baiano de 1919 |
| ------------------------- |
| BOTAFOGO 1º Titel         |